# Hanım (film)
Pour plus de détails, voir Fiche technique et Distribution.
Hanım est un film turc réalisé par Halit Refiğ, sorti en 1988.

## Synopsis
Olcay, la soixantaine, veuve de Kemal, un officier de la marine, donne des cours de piano. Elle apprend qu'elle est atteinte d'un cancer de l'utérus. Elle n'a pas peur de la mort, qui la réunira à son défunt époux, et décide ne pas en parler à sa fille. Mais ce qui l'inquiète le plus, c'est le sort de son chat Hanım après sa mort. Dans un monde impitoyable envers les humains et les animaux, elle ne sait à qui le confier. Elle rencontre Necip, un ancien marin, avec qui elle va pouvoir parler.

## Fiche technique
- Titre : Hanım
- Réalisation : Halit Refiğ
- Scénario : Nezihe Araz, Halit Refiğ
- Photographie : Çetin Tunca
- Montage :
- Musique : Cemal Reşit Rey et Adnan Saygun
- Production : Cengiz Erhun
- Société de production : Odak Film
- Pays :  Turquie
- Genre : Film dramatique
- Durée : 100 minutes
- Dates de sortie : 1988

## Distribution
- Yıldız Kenter : Olcay Hanım
- Eşref Kolçak : Necip Bey (voix Özdemir Han)
- Fatoş Sezer : Ülkü (voix Bedia Ener)
- Faruk Dilaver : Kemal (voix Kerem Yılmazer)
- Cem Özer : Ender
- Pamira Bezmen : Canan
- Baki Tamer : Ragıp
- Orhan Çağman : Poyraz Baba
- Ahmet Şişman : İsmail Yıldız
- Bahtiyar Engin
- Ani İpekkaya : Siranuş
- Mübeccel Vardar : Müzeyyen
- Mürşit Ağa Bağ
- Ferdi Atuner : Agah
- Çağrı Nakipoğlu : Selçuk
- Mustafa Suphi Baltacı : Kahvehane Sakini (voix Zihni Göktay)
- Selçuk Dinçer : Mustafa
- Berna Laçin : Otobüsteki kız
- Ekrem Dümer : Doktor Suavi
- Muhlis Asan : Serseri
- Müge Ergun : İnci
- Mert Egemen : Kasap

## Récompenses
- Festival international du film d'Antalya 1989 : prix du meilleur réalisateur[2]